# Missie Callcenter
Missie Callcenter was een Vlaams programma dat in 2021 op VTM2 is uitgezonden. De serie kende 2 afleveringen.
In het callcenter zitten Vlaamse (ex)missen van Miss België die telefoons beantwoorden van bellers. De onderwerpen zijn heel uiteenlopend.
| Miss                  | Miss België                |
| --------------------- | -------------------------- |
| Véronique De Kock     | 1995                       |
| Ann Van Elsen         | 2002                       |
| Dina Tersago          | 2001                       |
| Céline Van Ouytsel    | 2020                       |
| Anne De Baetzelier    | 1989                       |
| Virginie Claes        | 2006                       |
| Justine De Jonckheere | 2011                       |
| Joke Van De Velde     | 2000                       |
| Eveline Hoste         | 2001 (Miss Belgian Beauty) |
| Ellen Petri           | 2004                       |
| Lenty Frans           | 2016                       |
| Nele Somers           | 2008 (Miss Belgian Beauty) |
| Cilou Annys           | 2010                       |
| Angelina Flor Pua     | 2018                       |